# Point 72 Asset Management
Point 72 Asset Management, L.P. är en amerikansk multinationell hedgefond som förvaltar ett kapital på 17,2 miljarder amerikanska dollar för den 1 oktober 2020.
Företaget grundades 2014 av företagsledaren och miljardären Steven A. Cohen efter hans förra hedgefond S.A.C. Capital Advisors blev fälld för insiderbrott av den amerikanska tillsynsmyndigheten United States Securities and Exchange Commission (SEC) och tvingades betala totalt 1,8 miljarder dollar, 900 miljoner vardera i böter respektive skadestånd i civilmål.
Huvudkontoret ligger i Stamford i Connecticut.

## Närvaro
Point 72 har närvaro på följande platser världen över.
| USA: - New York, New York - Palo Alto, Kalifornien - San Francisco, Kalifornien - Stamford, Connecticut | Internationellt: - Hongkong, Kina - London, England, Storbritannien - Paris, Frankrike - Singapore - Sydney, Australien - Tokyo, Japan |